# Wolfgang von Weisl

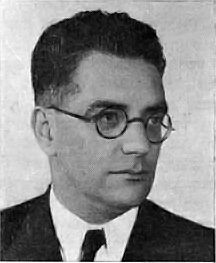
Binyamin Zeʾev (Wolfgang) von Weisl

Binyamin Zeʾev (Wolfgang) von Weisl (* 27. März 1896 in Wien; † 24. Februar 1974 in Gedera, Israel) war ein zionistischer Aktivist und als Mitarbeiter Zeʾev Jabottinskys einer der Vordenker der Strömung des Revisionistischen Zionismus. Er war österreichischer Adeliger, Arzt, Journalist und einer der maßgeblichen Islamexperten seiner Zeit.

## Leben

### Wiener Jahre und Erster Weltkrieg
Sein Vater Ernst von Weisl (1857–1931), ein angesehener jüdischer Rechtsanwalt, hatte sein Adelsprädikat von Kaiser Franz Joseph I. erhalten und gehörte zu den ersten Wiener Juden, die sich den zionistischen Ideen Theodor Herzls anschlossen. Seine Überzeugung, alles für die Rückkehr der Juden in ihr vermeintliches Heimatland Erez Israel tun zu müssen, beeinflusste auch seinen Sohn. Wolfgang von Weisl veröffentlichte im Alter von 11 Jahren den ersten zionistisch geprägten Artikel im Wiener Handelsblatt, in dem er die Übersiedlung von jemenitischen Juden nach Palästina forderte. Er nahm ein Medizinstudium an der Universität Wien auf und wurde Mitglied der Jüdisch-Akademischen Verbindung Unitas. Das Studium musste er unterbrechen, als er 1914 bei Ausbruch des Ersten Weltkrieges als Offizier der Artillerie zur österreichisch-ungarischen Armee eingezogen wurde. Er war unter anderem an der galizischen Front (im Winter 1916) und an der italienischen Front eingesetzt und wurde mit dem Eisernen Kreuz ausgezeichnet.
Nach Kriegsende stellte er zur Abwehr antisemitischer Angriffe auf Juden und jüdischen Besitz in Wien eine jüdische Brigade auf.

### In Palästina und Israel
Seit 1922, nach Ende seines Studiums, lebte von Weisl als praktizierender Zionist großteils im 1920 neugeschaffenen Völkerbundsmandat für Palästina. Als ihn Jahre später ein österreichischer Botschafter fragte, warum er 1945 nicht in sein geliebtes Wien zurückgekehrt sei, antwortete von Weisl: „Als Medizinstudent in Wien sah ich die Graffiti auf den Toilettenwänden: "Juden raus!" Und ich lese Toilettenliteratur immer sehr genau.“ Bei der Arbeit für den Jüdischen Nationalfonds lernte er Zeʾev Jabotinsky kennen.
1924 begann von Weisl seine Karriere als Reporter und Nahost-Korrespondent für die Vossische Zeitung und andere Zeitungen des Ullstein-Verlags sowie die Wiener Neue Freie Presse. Seine Artikel wurden weltweit übersetzt und veröffentlicht. Weisl war an den Höfen aller Herrscher des Nahen Ostens zu Gast: Er nahm am letzten Mahl des Kalifen Abdülmecit II. vor dessen Absetzung teil und wurde von Hussein, König des Hedschas, empfangen. Er begegnete König Ibn Saud, Sultan al-Atrasch, dem Anführer des Aufstandes der Drusen gegen die französische Mandatsmacht in Syrien, Emir Abdallah von Transjordanien und begleitete König Fuad von Ägypten bei seinem Deutschlandbesuch. Faisal I., dem König des Irak, unterbreitete er einen Plan, der den Verlauf des sich abzeichnenden jüdisch-arabischen Gegensatzes in Palästina hätte verändern können: Er schlug vor, palästinensische Araber in den Irak umzusiedeln, um dort die riesigen ungenutzten Landflächen zu kultivieren. Faisal war davon angetan; Weisl scheiterte aber an der ablehnenden Haltung der britischen Mandatsmacht. Weisl widersetzte sich der britischen Politik, die 1923 das Mandatsgebiet östlich des Jordans, entgegen den Bestimmungen des Völkerbundsmandats, als Emirat Transjordanien abgetrennt hatte. Stattdessen forderte er von den Briten das ungeteilte Heilige Land für einen jüdischen Staat. Deshalb unterstützte er, wie auch sein Mitstreiter Arthur Koestler, die von Jabotinsky 1925 gegründete revisionistische Partei HaZijjonim haRevisionistim (HaZohar) und schrieb für die revisionistischen Zeitungen Doʾar haJom (דֹּאַר הַיּוֹם ‚Tagespost‘) und Chasit haʿAm (zu deutsch: Volksfront).
1929 nahm er, zusammen mit fünf deutschen Ministern und der Witwe von Ferdinand Graf von Zeppelin, an der legendären Zeppelinfahrt von Berlin über Tel Aviv zum Toten Meer teil, wo er eine Flasche Wein „auf das Wohl des Volkes Israel und seines Heimatlandes“ öffnete. Bei den blutigen Unruhen des August 1929 (vgl. Massaker von Hebron (1929)) wurde er von einem Araber mit einem Messer angegriffen. Der Manchester Guardian berichtete, er sei erstochen worden. Seine Freunde schrieben bereits einen Nachruf auf ihn, in dem Weisl unter anderem als der "Mark Twain in deutscher Sprache" bezeichnet wurde. Doch er überlebte und genas.
Bereits 1931 warnte er vor dem Aufstieg Hitlers und einem drohenden Weltkrieg. Er rief die Juden in Deutschland auf, sich in Sicherheit zu bringen: „Packt eure Sachen und geht nach Palästina, legal oder illegal, aber geht.“ 1935 begann er damit, die illegale Einwanderung von Juden (Alijjah Beit) nach Palästina zu organisieren.
Im September 1946 wurde er von den Briten in Latrun inhaftiert und trat in den Hungerstreik. Im Krieg um Israels Unabhängigkeit befehligte Weisl 1948 eine Artillerie-Einheit bei Beʾer Scheva.
Erst nach seinem Tod wurden 1974 seine letzten Artikel veröffentlicht, die sein breites literarisches und journalistisches Schaffen abschließen. Er schrieb über Politik, Militär, Medizin, Theologie, Philosophie, Psychologie, Reisen und sogar über Astrologie. Seine ursprünglich in der Vossischen Zeitung im August und September 1927 erschienene Serie über Therese Neumann wurde in einer Sonderausgabe veröffentlicht; binnen weniger Tage wurden davon 800.000 Stück verkauft.
Am 9. September 2014 ehrte die israelische Post Weisl mit der Herausgabe einer Sonderbriefmarke zu 9.70 NIS. Sie zeigt ihn und das Luftschiff LZ 127 "Graf Zeppelin" 1929 über Tel Aviv.

## Publikationen
- Der Kampf um das Heilige Land. Palästina von heute. Ullstein, Berlin 1925
- Das Mysterium von Konnersreuth. Artikelserie in der Vossischen Zeitung vom 16., 17., 18., 19. August und 18. September 1927.
- Karl May im Orient. In: Karl-May-Jahrbuch KMJB. Karl-May-Verlag, Radebeul 1927[10]
- Zwischen dem Teufel und dem Roten Meer. Fahrten und Abenteuer in Westarabien. Brockhaus, Leipzig 1928
- Karl May und der Islam. In: Karl-May-Jahrbuch 1929[10]
- (zusammen mit Essad Bey): Allah ist groß. Niedergang und Aufstieg der islamischen Welt von Abdul Hamid bis Ibn Saud. Verlag Dr. Rolf Passer, Leipzig 1936

Rezension, Zs. "Gerechtigkeit", 4. März 1937, via ANNO
Rezension, Zs. "Die Stimme", 9. Februar 1937, via ANNO
- Die Juden in der Armee Österreich-Ungarns. Illegale Transporte. Skizze zu einer Autobiographie. Olamenu, Tel-Aviv 1971 (Schriftenreihe des Zwi Perez Chajes Instituts)